# Osama Al-Khalaf
Osama Al-Khalaf (en árabe: أسامه يوسف الخلف‎; Hofuf, 26 de diciembre de 1996) es un futbolista saudí que juega en la demarcación de centrocampista para el Neom S. C. de la Liga Profesional Saudí.

## Selección nacional
Hizo su debut con la selección de fútbol de Arabia Saudita el 21 de marzo de 2019 en un encuentro amistoso contra Emiratos Árabes Unidos que finalizó con un resultado de 2-1 a favor del combinado emiratí tras el gol de Abdulfattah Adam para Arabia Saudita, y de Bandar Al-Ahbabi y Ali Mabkhout para Emiratos Árabes Unidos.

## Clubes
| Club                     | País           | Año       | Partidos | Goles |
| ------------------------ | -------------- | --------- | -------- | ----- |
| Hajer F. C.              | Arabia Saudita | 2015-2017 | 30       | 0     |
| Al-Ettifaq F. C.         | Arabia Saudita | 2017-2019 | 24       | 0     |
| Al-Hazem F. C.           | Arabia Saudita | 2019-2020 | 41       | 4     |
| Al-Nassr F. C.           | Arabia Saudita | 2020-2021 | 19       | 0     |
| Al-Tai F. C. (cedido)    | Arabia Saudita | 2021-2022 | 13       | 0     |
| Al-Hazem F. C. (cedido)  | Arabia Saudita | 2022      | 10       | 1     |
| Al-Fayha F. C.           | Arabia Saudita | 2022-2024 | 41       | 1     |
| Neom S. C.               | Arabia Saudita | 2024-2025 | 2        | 0     |
| Al-Orobah F. C. (cedido) | Arabia Saudita | 2025      | 11       | 0     |
| Neom S. C.               | Arabia Saudita | 2025-     |          |       |